# Statuette

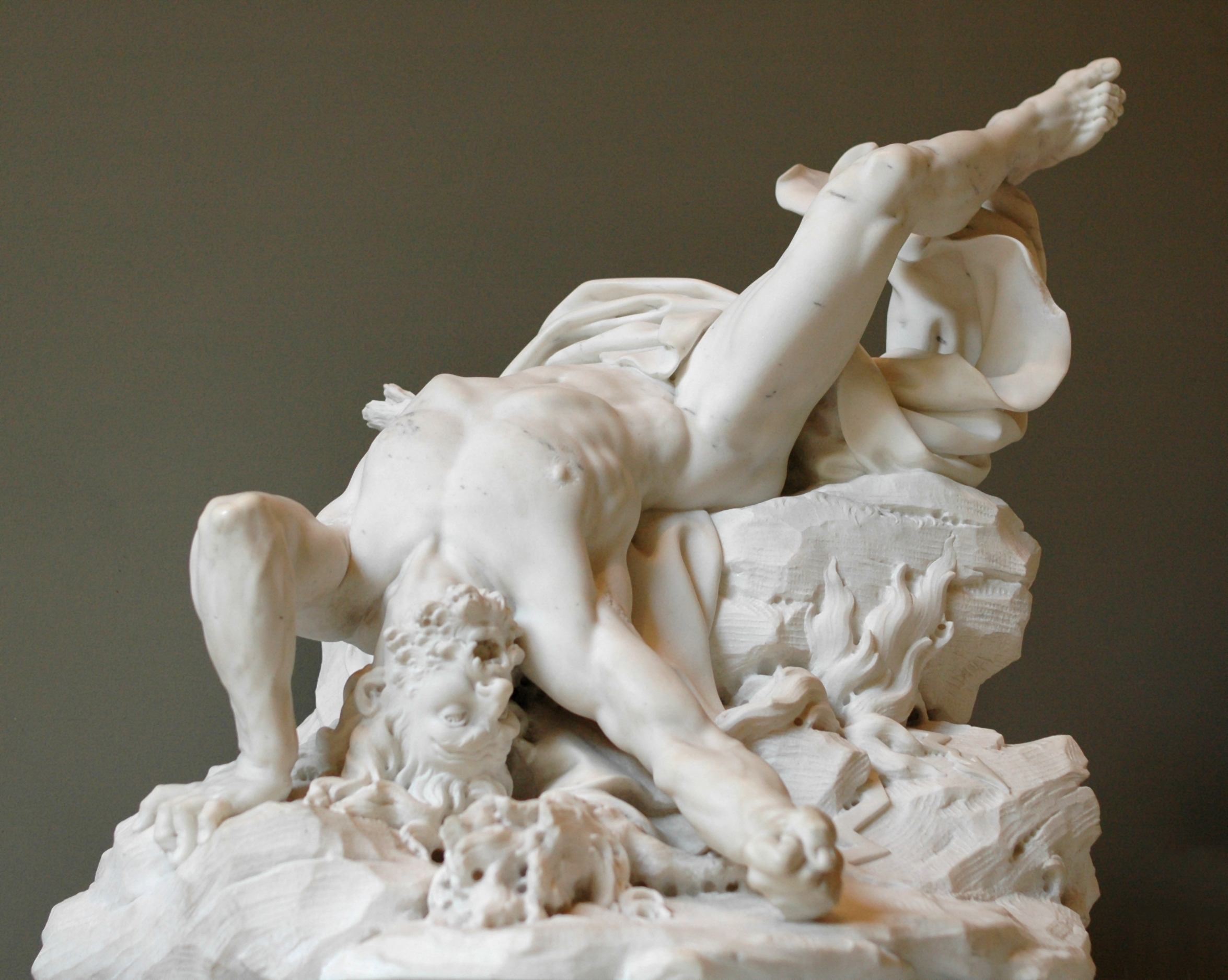
Titan foudroyé – „Der vom Blitz zerschmetterte Titan“ von François Dumont. Statuette, Marmor, 1712

Eine Statuette (kleine Statue) ist eine kleine Figur aus Holz, Tierknochen, Horn, Elfenbein, Ton, Terrakotta, Stein, Metall oder einem anderen Material, die in naturalistischer oder abstrahierter Form ein anthropomorphes Wesen oder ein Tier darstellt. Der Begriff Figurine dagegen ist die früher übliche Bezeichnung für eine kleine menschliche Figur in der Malerei, für eine Staffage-Figur und seit dem Spätmittelalter für Puppen bei Festlichkeiten.
Statuetten sind seit der Steinzeit belegt, zum Beispiel in Form von Venusfigurinen wie die Venus von Willendorf (um 25.000 v. Chr.) und in Form von Tierfiguren sowie bei Kulturen der Antike, in denen Statuetten vielfach Idolskulpturen oder -plastiken waren, die der Verehrung von Gottheiten dienten. Im Alten Ägypten verkörperten Uschebti – Statuetten als Grabbeigaben – die Verstorbenen oder sie waren als deren Sklaven im Jenseits gedacht.
Im Mittelalter nur begrenzt Gegenstand der Kunst und des Kunsthandwerks, setzte mit der Renaissance ein neues Interesse für Statuetten ein. Sie wurden für religiöse Zwecke wie die Heiligenverehrung geschaffen und erstmals auch für profane Zwecke hergestellt, zum Beispiel als Tisch- oder Raumschmuck. Einen ersten Höhepunkt erreichte dieses Interesse im 15./16. Jahrhundert in Italien und Deutschland.

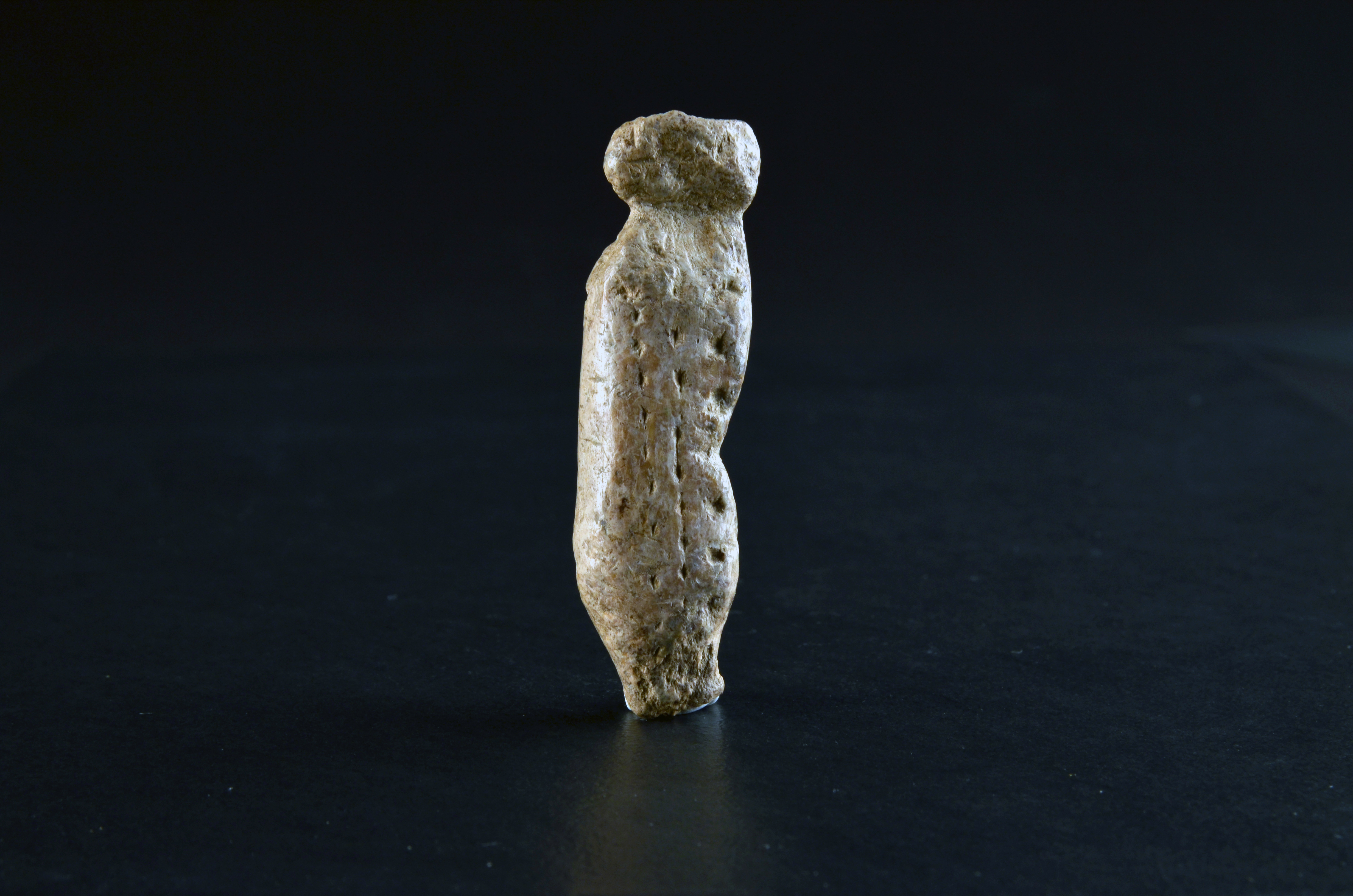
Eines der ältesten Kunstwerke der Menschheit, Anthropomorph aus der Vogelherdhöhle (40 000 Jahre alt, Aurignacien), UNESCO-Welterbe Höhlen und Eiszeitkunst im Schwäbischen Jura, Museum der Universität Tübingen

## Statuetten in der Frühgeschichte der Kunst
Figurine, Statuette und anthropomorphe Plastik werden als neutrale Bezeichnungen oft synonym gebraucht und grenzen sich damit von Charakterisierungen wie Venus, Venusfigurinen oder Venusstatuetten ab.
Bei anthropomorphen Plastiken werden die diversen Charakteristika des menschlichen Körpers dargestellt, wie Kopf, Arme, Hände, Gesäß, Beine, Gesicht, Nabel usw., von denen nicht alle gleichzeitig und gemeinsam vorhanden sein müssen, vor allem durch den Umstand, dass die meisten Figurinen überhaupt nur in Fragmenten erhalten geblieben sind. Die Statuetten gibt es sowohl vollplastisch als auch hohl modelliert und erreichen Größen von einigen wenigen Zentimetern bis zu einem halben Meter.
Eine der ältesten Statuetten und gleichzeitig eines der ältesten Kunstwerke der Menschheit ist, mit einem Alter von etwa 40.000 Jahren, eine aus Mammutelfenbein geschnitzte Figur aus dem pleistozänen Aurignacien. Die fragmentarisch erhaltene anthropomorphe Figur stellt eine aufrecht stehende Person dar. Sie wurde 1931 bei einer archäologischen Ausgrabung in der Vogelherdhöhle auf der Schwäbischen Alb in Baden-Württemberg entdeckt. Das knapp acht Zentimeter große Objekt ist Teil des UNESCO-Welterbes Höhlen und Eiszeitkunst im Schwäbischen Jura. Zusammen mit 15 weiteren Kunstobjekten und paläolithischen Musikinstrumenten ist es im Museum der Universität Tübingen (Museum Alte Kulturen) im Schloss Hohentübingen ausgestellt.